# كلبي بك (تشغاخور)
کلبي بك (بالفارسية: کلبی بک) هي قرية تقع في إيران في قسم تشغاخور الريفي. يقدر عدد سكانها بـ 838 نسمة بحسب إحصاء 2016.